# Đức Mẹ vô nhiễm nguyên tội

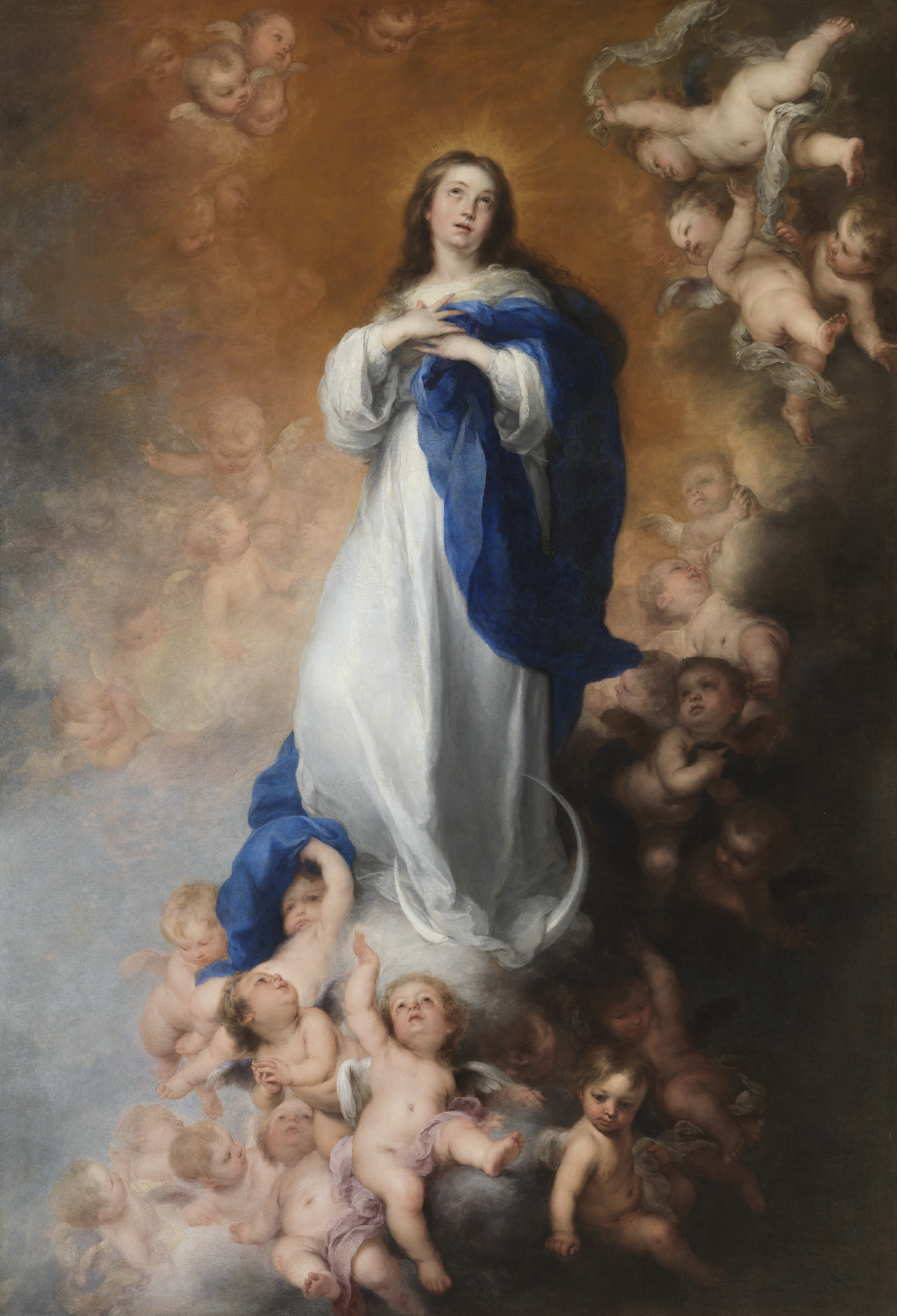
Đức Mẹ Vô nhiễm nguyên tội bởi Bartolomé Esteban Murillo, 1678, hiện được trưng bày tại Bảo tàng Prado, Tây Ban Nha.

Đức Maria vô nhiễm nguyên tội là một tín điều dạy rằng Đức Maria, Mẹ Thiên Chúa không hề bị nhiễm tội nguyên tổ (thuộc Tín điều). Người ta cũng tin rằng Mẹ không nhiễm tội cá nhân, và không vướng một ước muốn bất chính hay dục vọng nào (thuộc truyền thống và tính hợp lý). Tự bản tính, bà đã được giữ sạch khỏi tội nguyên tổ nhưng không có nghĩa là không phải chịu những khiếm khuyết do tội ấy gây ra. Cũng như Đức Giêsu, Đức Maria vẫn có những giới hạn của mình, nhưng những giới hạn này không hẳn là sự bất toàn về mặt luân lý.
Maria được biết đến là một người sống cuộc đời bình thường của một con người, phải lao động, phải đau khổ, phải mệt nhọc. Đang khi đó, dục vọng bao hàm khiếm khuyết về mặt luân lý, vì dục vọng có thể đưa con người tới tội lỗi bằng cách kích động những cảm xúc mạnh mẽ của con người, để nó hành động trái ngược với Luật của Thiên Chúa, kể cả khi con người không chính thức làm điều sai trái vì không ưng thuận. Đức Maria được miễn nhiễm khỏi tội riêng khi còn sống; đó là một ân huệ đi đôi với tình trạng nguyên vẹn của bà hay tình trạng không có dục vọng.
Đức Maria không mắc tội, điều này có thể được suy ra từ tước hiệu được đề cập trong tin mừng: "đầy ân phúc", các tác giả Công giáo cho rằng nếu đã tràn đầy tình thân với Thiên Chúa thì không thể nào phạm lỗi về mặt luân lý. Thánh Augustinô nói rằng: ta phải loại trừ mọi tội cá nhân ra khỏi Đức Maria vì chính danh dự của Thiên Chúa".
Suốt dọc chiều dài lịch sử, Hội Thánh đã nhận thức rằng Đức Maria, vì được Thiên Chúa ban cho "đầy ơn phúc" (Lc l, 28), nên được cứu chuộc ngay từ lúc thụ thai. Đó là nội dung tín điều Vô Nhiễm Nguyên Tội do Giáo hoàng Piô IX công bố năm 1854.
Sách Giáo lý Hội Thánh Công giáo viết:
Đức Trinh Nữ Diễm Phúc Maria, đã được gìn giữ khỏi mọi tỳ ố nguyên tội ngay từ lúc thụ thai, do ân sủng và tình thương đặc biệt của Thiên Chúa toàn năng, nhờ công nghiệp của Đức Giêsu Kitô Đấng Cứu Độ loài người (DS 2803). Mẹ có được "sự thánh thiện tuyệt vời có một không hai" "ngay từ lúc tượng thai" hoàn toàn là do Đức Ki-tô: Mẹ đã "được cứu chuộc cách kỳ diệu nhờ công nghiệp Con Mẹ". Hơn bất cứ thụ tạo nào khác, Chúa Cha đã thi ân giáng phúc, cho Mẹ "hưởng muôn vàn ân phúc của Thánh Thần, từ cõi trời, trong Đức Ki-tô". Người "đã chọn Mẹ trong Đức Ki-tô, trước cả khi tạo thành vũ trụ, để trước thánh nhan Người, trở nên tinh tuyền thánh thiện, nhờ tình thương của Người".
Các Giáo phụ Đông Phương gọi Mẹ Thiên Chúa là Đấng Rất Thánh (Panaghia) và tôn vinh Mẹ là "Đấng không hề vương nhiễm một tội nào, như một thụ tạo mới do Chúa Thánh Thần nắn đúc và tác tạo" (x. LG 56). Nhờ ân sủng Thiên Chúa, Đức Maria suốt đời vẫn tinh tuyền không hề phạm tội riêng nào.